# David Allison
David Allison (* 1873 in Menton, Frankreich; † nach 1901) war ein französisch-englischer Fußballspieler.

## Karriere
David Allison kam im Jahr 1873 in Menton im französischen Département Alpes-Maritimes, unweit der italienischen Grenze, zur Welt. Im Jahr 1899 gehörte er zu den Gründern des AC Mailand, der am 16. Dezember 1899 als Milan Foot-Ball and Cricket Club aus der Taufe gehoben wurde. Da Allison nach dem englischen Spielertrainer Herbert Kilpin ältester Spieler der Mannschaft war, wurde er erster Mannschaftskapitän Milans.
Am 11. März 1900 erzielte er beim 2:0-Sieg im Spiel um die Medaglia del Re gegen die SEF Mediolanum den Treffer zum 1:0. Da dies das erste Pflichtspiel überhaupt für den Verein war, wurde Allison somit der erste Torschütze in der Geschichte des AC Mailand.
1901 gewann David Allison mit dem AC Mailand im zweiten Jahr des Bestehens die erste italienische Fußball-Meisterschaft der Vereinsgeschichte. Über sein weiteres Leben ist nichts bekannt.

## Erfolge
- Italienische Meisterschaft: 1901
- Medaglia del Re: 1900, 1901